# 星斑叉鼻鲀
星斑叉鼻鲀（学名：Arothron stellatus），又稱模樣河魨，俗名規仔，为輻鰭魚綱魨形目四齒魨亞目四齒鲀科叉鼻鲀属的鱼类。分布于太平洋及印度洋、西达红海西北端的苏伊士港、西南达非洲南端伊利莎白港以西的克奈斯那、往东经印度及马来半岛诸海、到印度尼西亚和菲律宾、台湾，包括南海等海域，属于热带海洋底层鱼类；棲息深度3-58公尺。
其种加词“stellatus”意为“星斑的”。

## 形态特征
本魚身體呈橢圓形、球形且相對細長，皮膚沒有鱗片覆蓋，但有刺，沒有腹鰭，也沒有側線，背鰭和臀鰭較小，對稱，位於身體的後端，頭部很大，鼻子很短，有兩對鼻孔，嘴巴末端有四顆堅固的牙齒。體色從白色變為灰色，身體綴著黑色斑點，腹側區域通常更清晰，年輕的個體會有大斑點，而最大的個體會有小斑點。幼魚的身體顏色呈淡黃色，並帶有深色條紋，成魚的腹側仍有條紋，稍後會變成斑點，身體上也有一些黃色的痕跡，體長可達120公分，稚魚棲息在海草生長的礁岩內側，成魚則棲息在水質清澈的潟湖、臨海礁石，以底棲無脊椎動物、海綿、藻類、珊瑚蟲為食，屬日行性，通常獨居，具有領域性，[肝臟]]及卵巢有劇毒，不能食用，可做為觀賞魚。该物种的模式产地在毛里求斯。

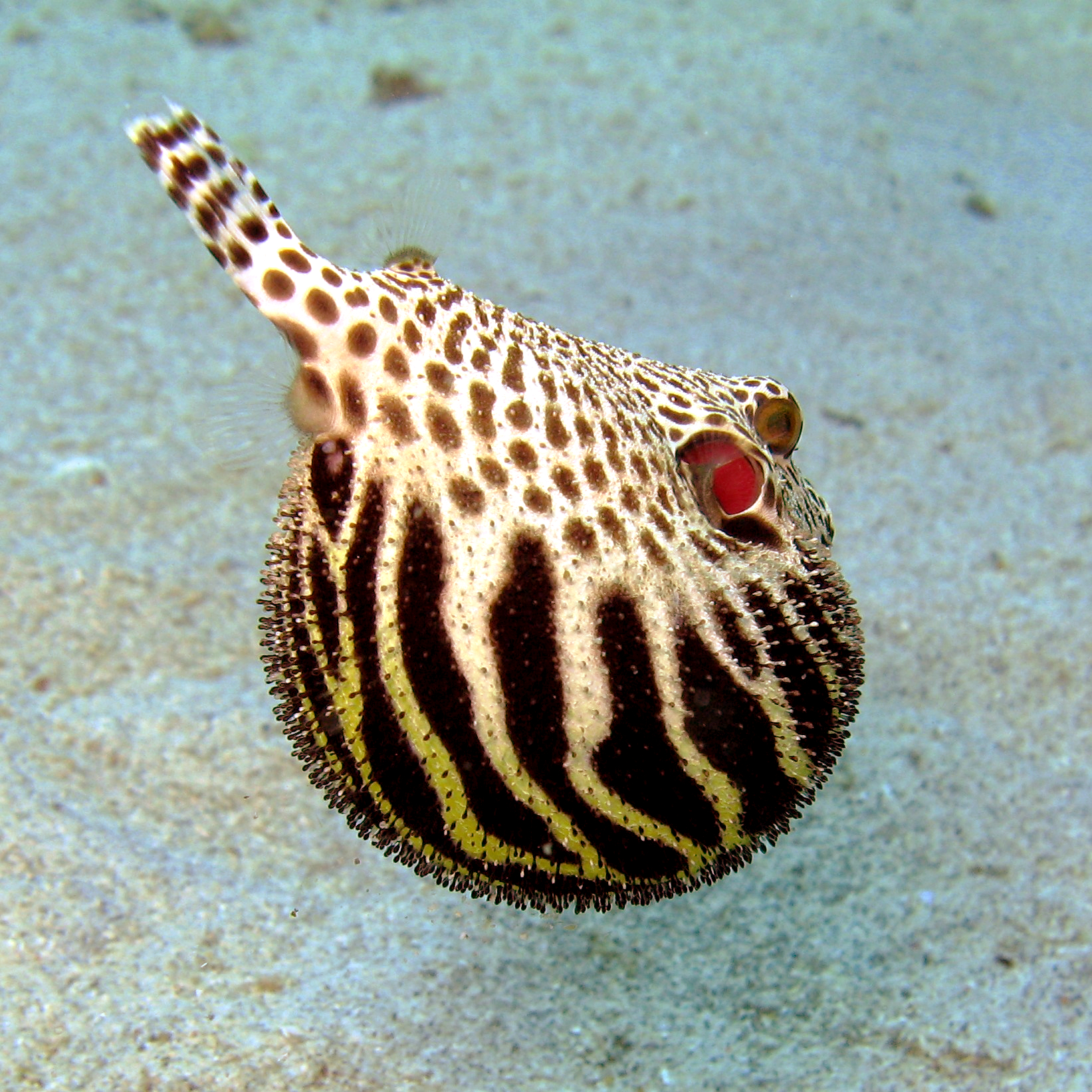
未成年的幼魚

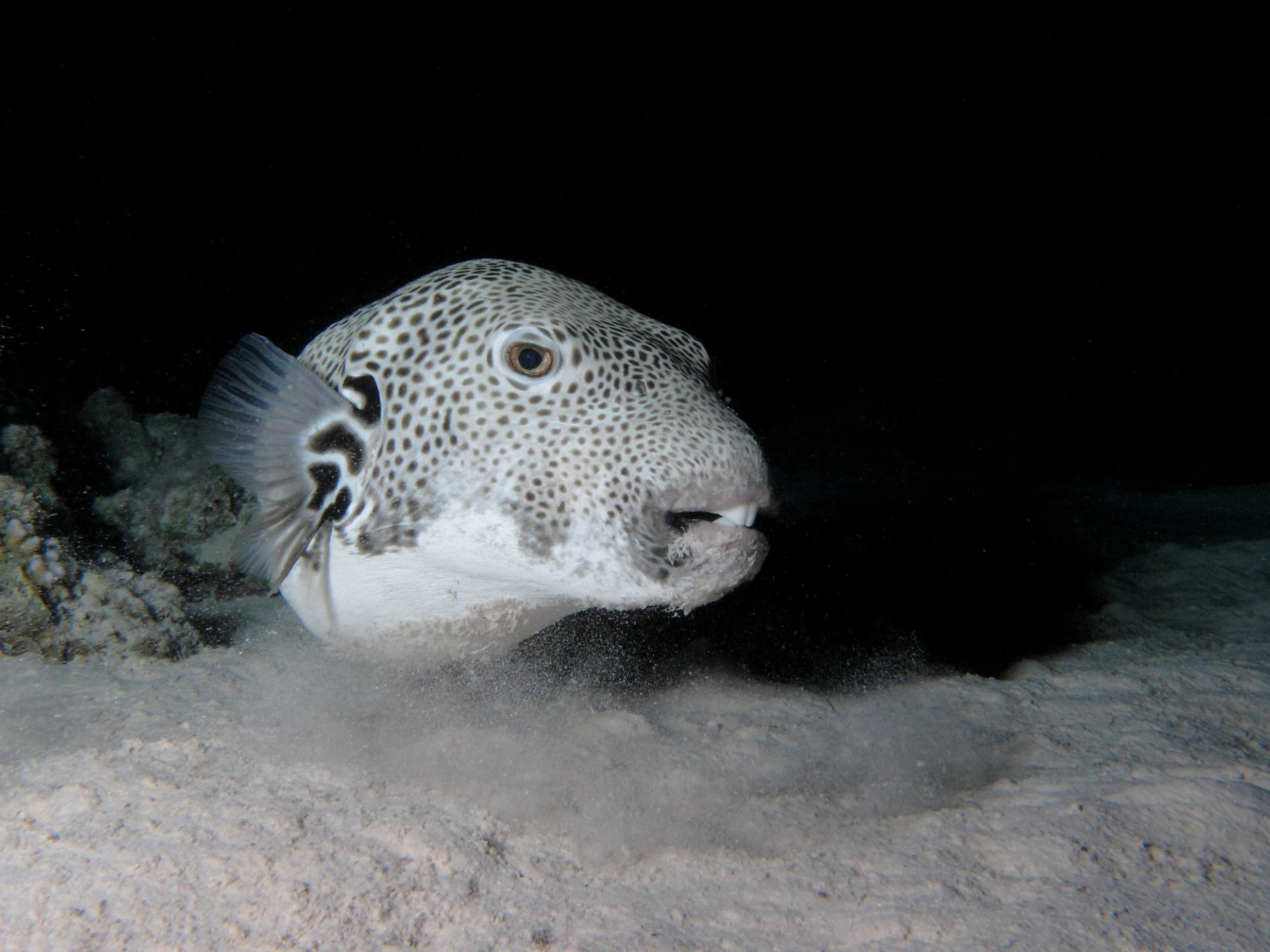
一尾在埃及紅海的星斑叉鼻鲀